# Montes Claros
Montes Claros è una città del Brasile nello Stato del Minas Gerais, parte della mesoregione del Norte de Minas e della microregione di Montes Claros.

## Geografia fisica
La città è situata nel nord del Minas Gerais, a 428 km a nord dalla capitale statale Belo Horizonte.

## Infrastrutture e trasporti

### Strade
La città è situata all'intersezione tra la BR-135, che unisce il Minas Gerais al nord-est del Brasile e al porto di São Luís, e la BR-251.

### Aeroporti
L'aeroporto di Montes Claros è servito da voli interni.